# Mělník
Mělník (în germană Melník) este un oraș din regiunea Boemia a Cehiei, situat la vărsarea râului Vltava în Elba.

## Personalități născute aici
- Ludmila a Boemiei (n. 860 - 921), ducesă cehă;
- Ioan Henric de Luxemburg (1322 - 1375), margraf al Moraviei;
- Rudolf Kraj (n. 1977), pugilist;
- Jiří Prskavec (n. 1993), sportiv la canoe slalom⁠(d);
- Lukáš Rohan (n. 1995), sportiv la canoe slalom.

## Note

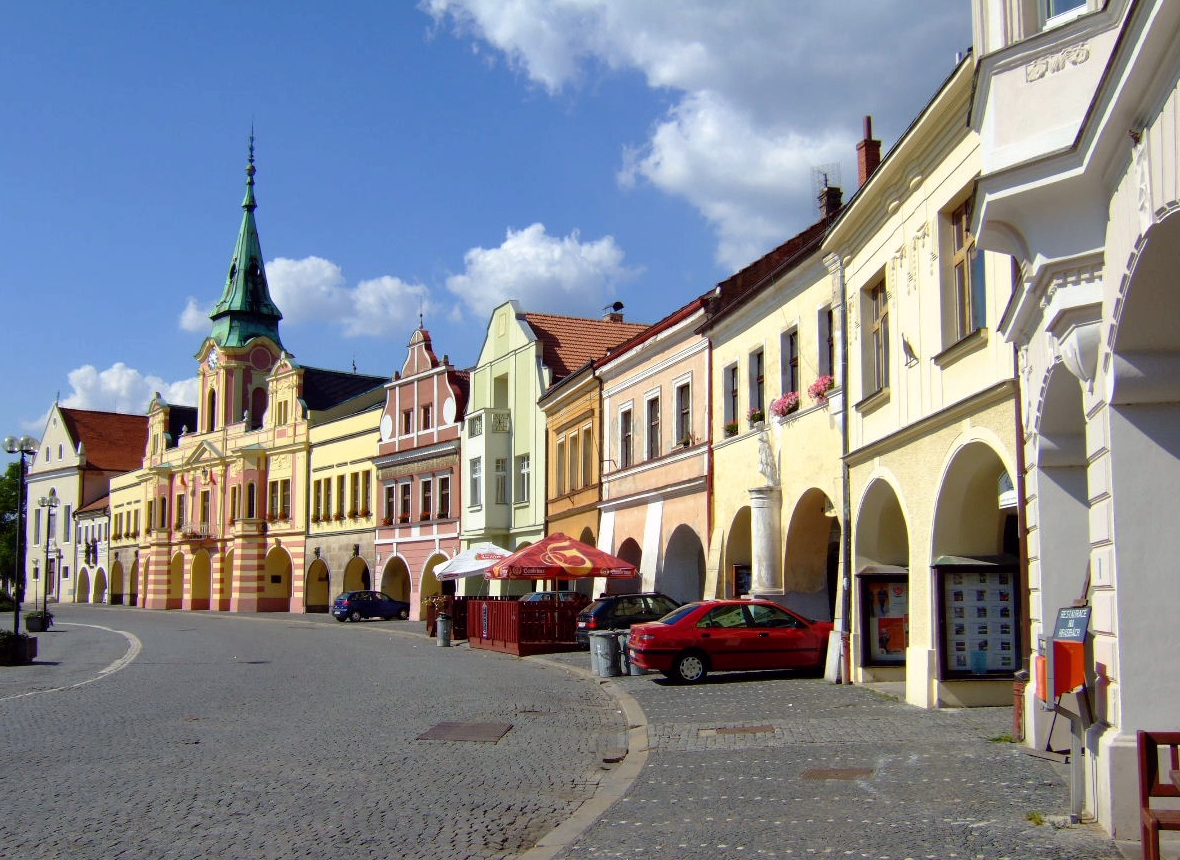
Zona centrală a orașului
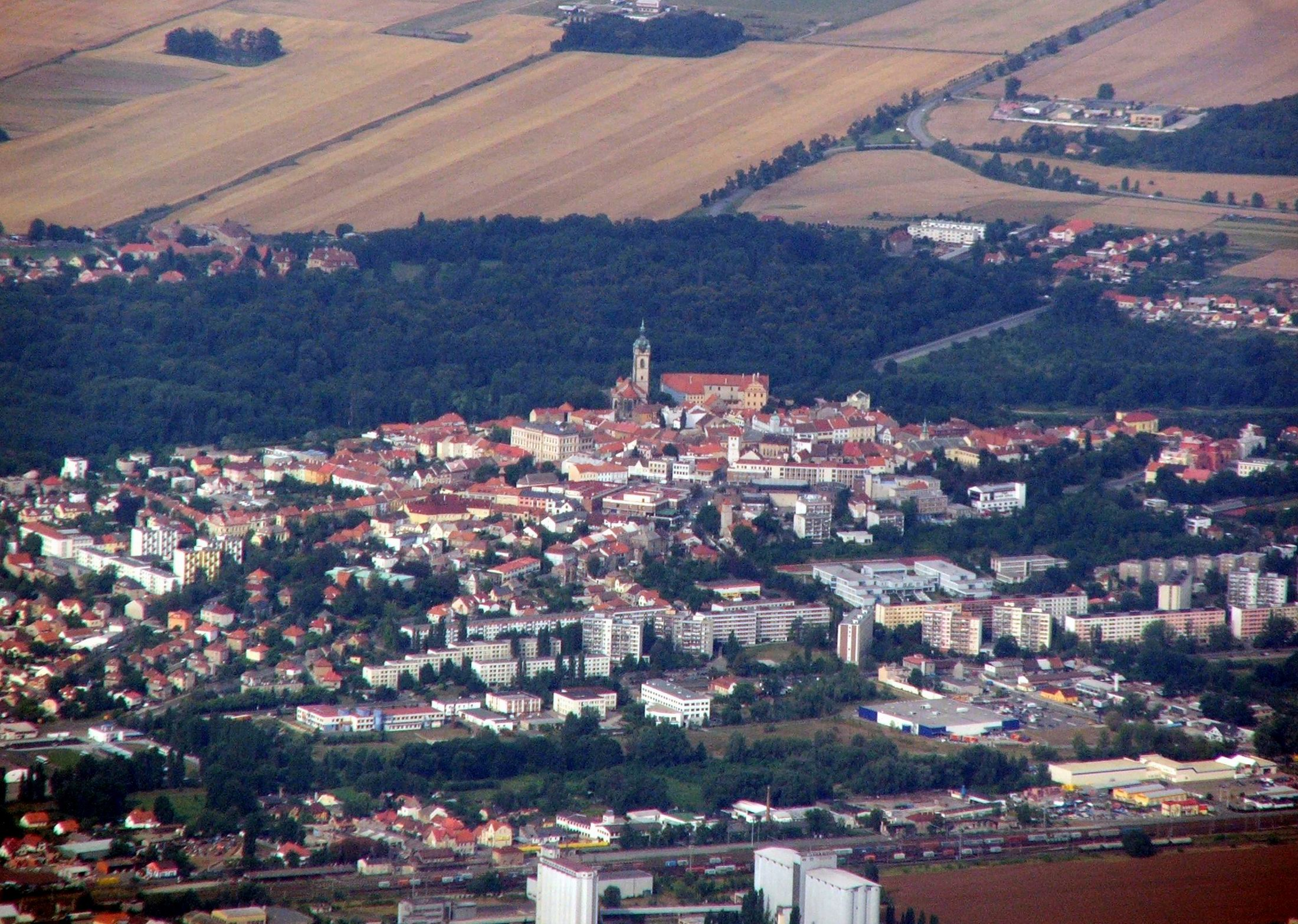
Vedere aeriană
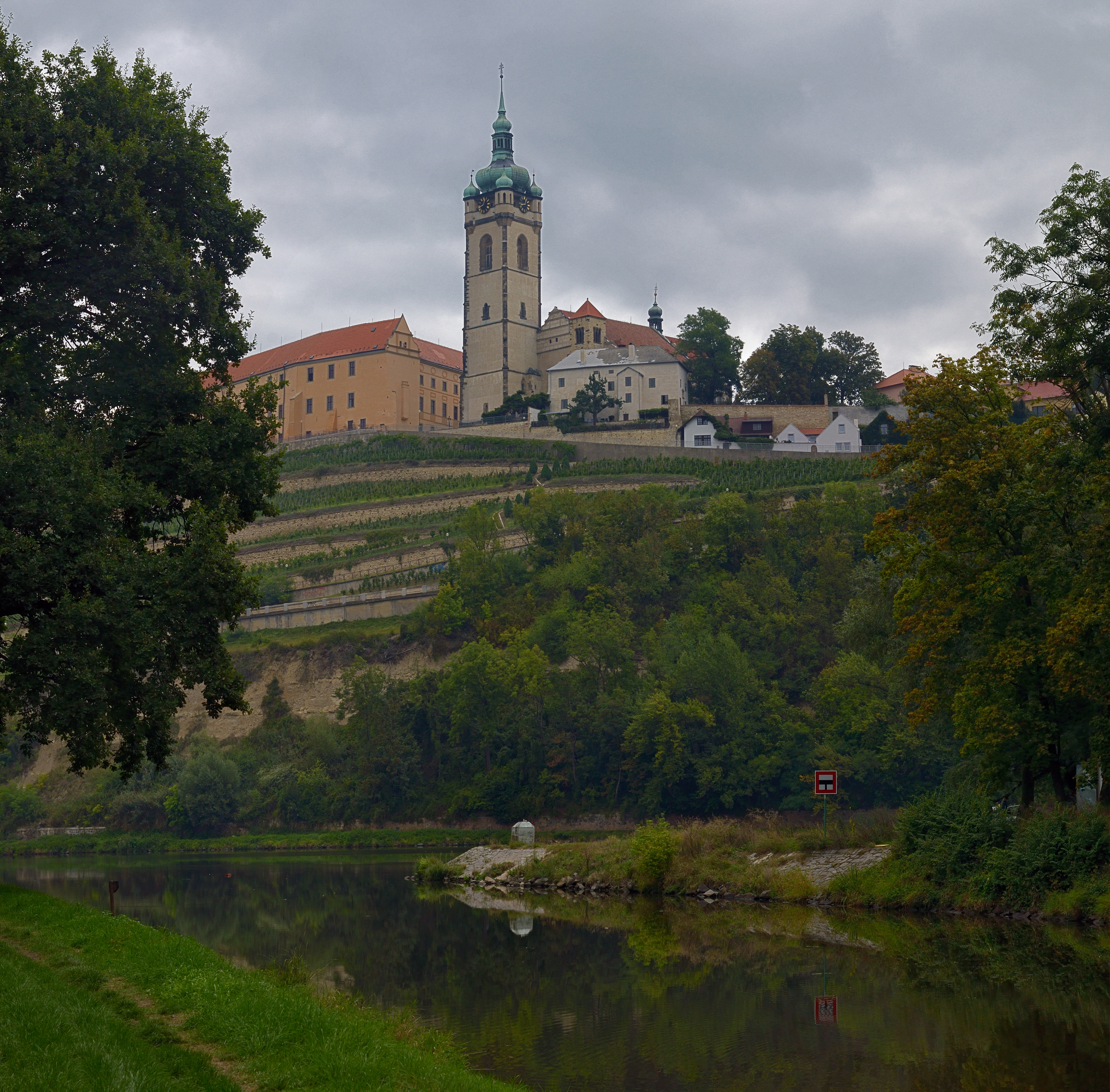
Castelul de mai sus confluența Vltava și Elba
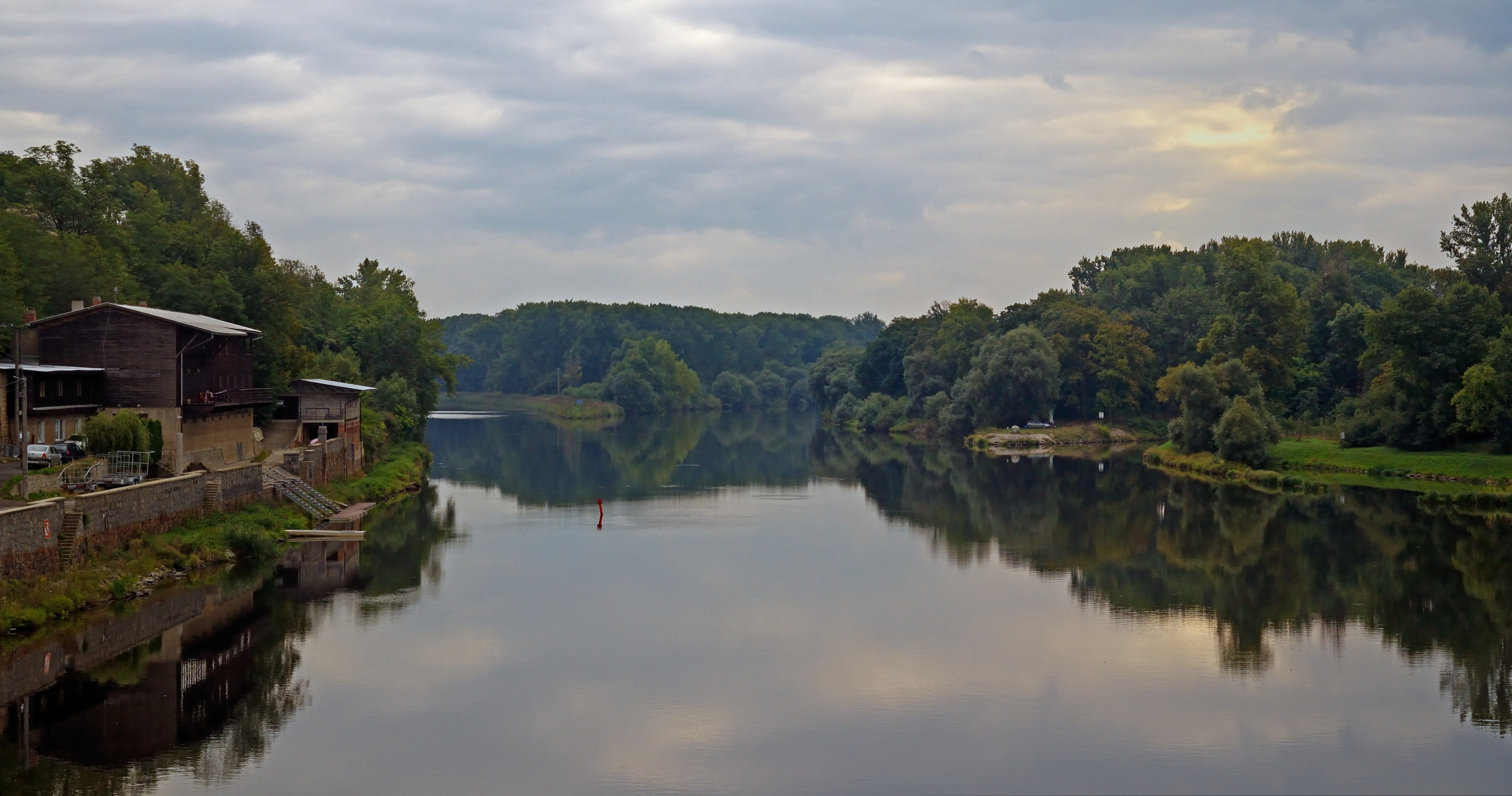
Confluență a Vltava și Elba